# Puchar Świata kobiet w skokach narciarskich 2015/2016
Sezon 2015/2016 Pucharu Świata kobiet w skokach narciarskich – 5. sezon Pucharu Świata kobiet w skokach narciarskich. Rozpoczął się 4 grudnia 2015 roku na normalnej skoczni Lysgårdsbakken w Lillehammer w Norwegii, a zakończył się 28 lutego 2016 roku w Ałmaty w Kazachstanie. Początkowo zakończenie sezonu miało odbyć się w Râșnovie w Rumunii, jednak konkursy odwołano z powodu wysokich temperatur i braku śniegu. Rozegrano 17 konkursów indywidualnych. Nie zaplanowano konkursu drużyn mieszanych.
Oficjalny kalendarz został zatwierdzony przez FIS w czerwcu 2015 roku podczas kongresu w Warnie w Bułgarii. Zdobywczynią Pucharu Świata została - po raz trzeci w karierze - reprezentantka Japonii Sara Takanashi, natomiast Puchar Narodów zdobyła reprezentacja Austrii.

## Zwycięzcy

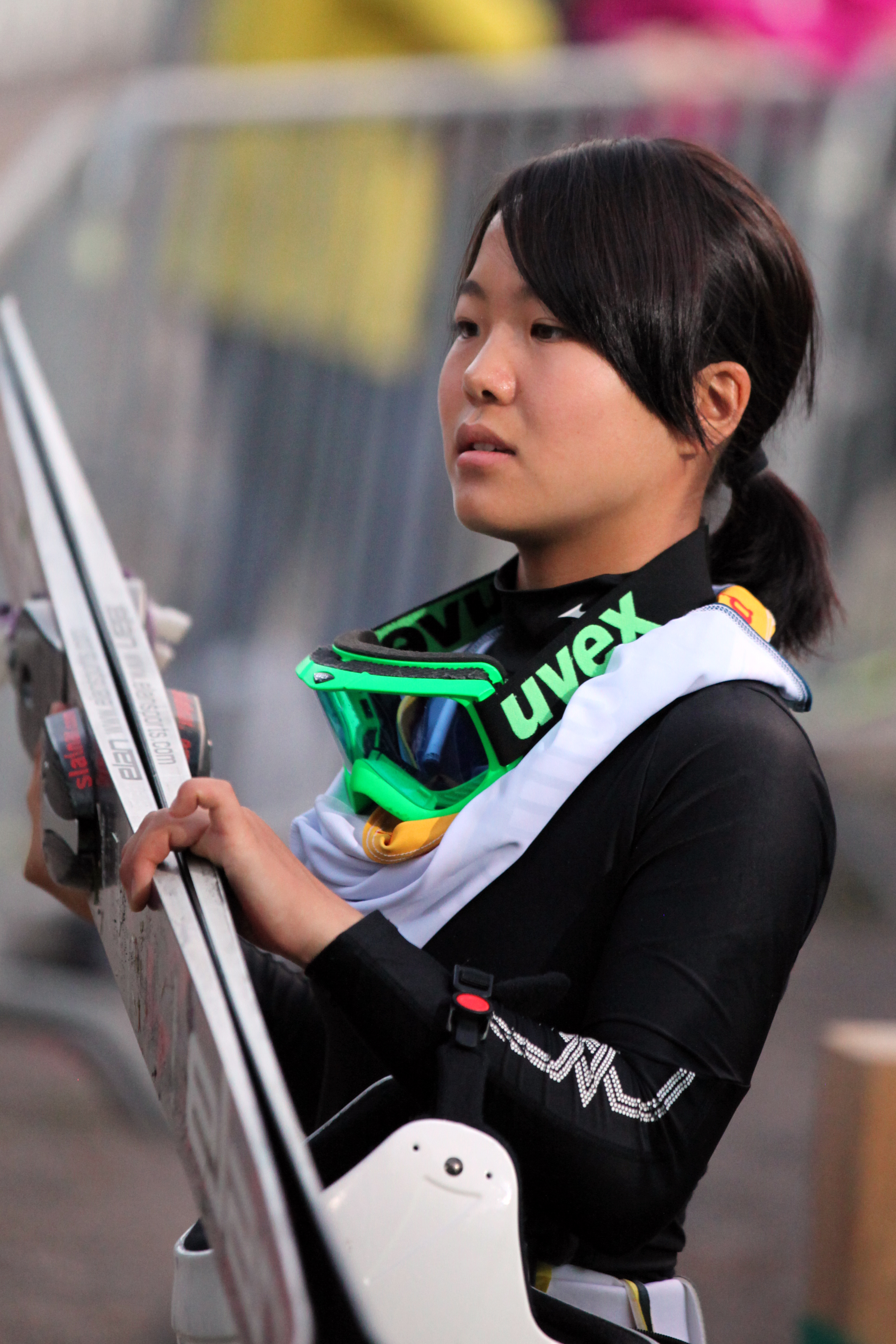
Sara Takanashi, zwyciężczyni Pucharu Świata
Reprezentacja Austrii, zwyciężczynie Pucharu Narodów

## Kalendarz i wyniki
| Lp.                                                                          | Data                                                                         | Miejscowość                                                                  | HS                                                                           | Uwagi                                                                        | 1. miejsce             | 2. miejsce             | 3. miejsce                 |
| ---------------------------------------------------------------------------- | ---------------------------------------------------------------------------- | ---------------------------------------------------------------------------- | ---------------------------------------------------------------------------- | ---------------------------------------------------------------------------- | ---------------------- | ---------------------- | -------------------------- |
| 1.                                                                           | 4 grudnia 2015                                                               | Lillehammer (szczegóły)                                                      | HS-100                                                                       | –                                                                            | Sara Takanashi         | Maja Vtič              | Maren Lundby               |
| 2.                                                                           | 12 grudnia 2015                                                              | Niżny Tagił (szczegóły)                                                      | HS-100                                                                       | –                                                                            | Daniela Iraschko-Stolz | Sara Takanashi         | Eva Pinkelnig              |
| 3.                                                                           | 13 grudnia 2015                                                              | Niżny Tagił (szczegóły)                                                      | HS-100                                                                       | –                                                                            | Sara Takanashi         | Yūki Itō               | Chiara Hölzl               |
| 4.                                                                           | 16 stycznia 2016                                                             | Sapporo (szczegóły)                                                          | HS-100                                                                       | –                                                                            | Sara Takanashi         | Ema Klinec             | Daniela Iraschko-Stolz     |
| 5.                                                                           | 17 stycznia 2016                                                             | Sapporo (szczegóły)                                                          | HS-100                                                                       | –                                                                            | Sara Takanashi         | Daniela Iraschko-Stolz | Jacqueline Seifriedsberger |
| 6.                                                                           | 22 stycznia 2016                                                             | Zaō (szczegóły)                                                              | HS-106                                                                       | [ a ]                                                                        | Sara Takanashi         | Daniela Iraschko-Stolz | Maja Vtič                  |
| 7.                                                                           | 23 stycznia 2016                                                             | Zaō (szczegóły)                                                              | HS-106                                                                       | –                                                                            | Sara Takanashi         | Maja Vtič              | Ema Klinec                 |
| 8.                                                                           | 30 stycznia 2016                                                             | Oberstdorf (szczegóły)                                                       | HS-106                                                                       | –                                                                            | Sara Takanashi         | Daniela Iraschko-Stolz | Ema Klinec                 |
| 9.                                                                           | 31 stycznia 2016                                                             | Oberstdorf (szczegóły)                                                       | HS-106                                                                       | –                                                                            | Sara Takanashi         | Daniela Iraschko-Stolz | Maren Lundby               |
| 10.                                                                          | 4 lutego 2016                                                                | Oslo                                                                         | HS-134                                                                       | –                                                                            | Sara Takanashi         | Maren Lundby           | Irina Awwakumowa           |
| 11.                                                                          | 6 lutego 2016                                                                | Hinzenbach                                                                   | HS-94                                                                        | –                                                                            | Sara Takanashi         | Daniela Iraschko-Stolz | Maren Lundby               |
| 12.                                                                          | 7 lutego 2016                                                                | Hinzenbach                                                                   | HS-94                                                                        | –                                                                            | Sara Takanashi         | Daniela Iraschko-Stolz | Jacqueline Seifriedsberger |
| 13.                                                                          | 13 lutego 2016                                                               | Ljubno                                                                       | HS-95                                                                        | –                                                                            | Maja Vtič              | Sara Takanashi         | Špela Rogelj               |
| 14.                                                                          | 14 lutego 2016                                                               | Ljubno                                                                       | HS-95                                                                        | –                                                                            | Daniela Iraschko-Stolz | Maja Vtič              | Chiara Hölzl               |
| 15.                                                                          | 19 lutego 2016                                                               | Lahti                                                                        | HS-100                                                                       | −                                                                            | Sara Takanashi         | Maja Vtič              | Yūki Itō                   |
| 16.                                                                          | 27 lutego 2016                                                               | Ałmaty                                                                       | HS-106                                                                       | −                                                                            | Sara Takanashi         | Daniela Iraschko-Stolz | Jacqueline Seifriedsberger |
| 17.                                                                          | 28 lutego 2016                                                               | Ałmaty                                                                       | HS-106                                                                       | −                                                                            | Sara Takanashi         | Daniela Iraschko-Stolz | Maja Vtič                  |
| —                                                                            | 5 marca 2016                                                                 | Râșnov                                                                       | HS-100                                                                       | [ b ]                                                                        | odwołany               | odwołany               | odwołany                   |
| —                                                                            | 6 marca 2016                                                                 | Râșnov                                                                       | HS-100                                                                       | [ b ]                                                                        | odwołany               | odwołany               | odwołany                   |
| Puchar Świata kobiet w skokach narciarskich 2015/2016 – klasyfikacja końcowa | Puchar Świata kobiet w skokach narciarskich 2015/2016 – klasyfikacja końcowa | Puchar Świata kobiet w skokach narciarskich 2015/2016 – klasyfikacja końcowa | Puchar Świata kobiet w skokach narciarskich 2015/2016 – klasyfikacja końcowa | Puchar Świata kobiet w skokach narciarskich 2015/2016 – klasyfikacja końcowa | Sara Takanashi         | Daniela Iraschko-Stolz | Maja Vtič                  |

## Skocznie
W tabeli podano rekordy skoczni obowiązujące przed rozpoczęciem Pucharu Świata 2015/2016 lub ustanowione w trakcie jego trwania.
|  | Nazwa skoczni       | Miejscowość | Punkt K | HS    | Rekord skoczni | Rekord skoczni | Rekord skoczni |
|  | ------------------- | ----------- | ------- | ----- | -------------- | -------------- | -------------- |
|  | Lysgårdsbakken      | Lillehammer | K90     | HS100 | 104,5 m        | Ema Klinec     | 07.12.2013     |
|  | Aist                | Niżny Tagił | K90     | HS100 | 99,0 m         | Sara Takanashi | 13.12.2015     |
|  | Miyanomori          | Sapporo     | K90     | HS100 | 103,0 m        | Sara Takanashi | 11.01.2014     |
|  | Yamagata            | Zaō         | K95     | HS106 | 106,0 m        | Sara Takanashi | 22.01.2016     |
|  | Schattenbergschanze | Oberstdorf  | K95     | HS106 | 107,0 m        | Sara Takanashi | 30.01.2016     |
|  | Holmenkollbakken    | Oslo        | K120    | HS134 | 137,5 m        | Sara Takanashi | 04.02.2016     |
|  | Aigner-Schanze      | Hinzenbach  | K85     | HS94  | 98,0 m         | Sara Takanashi | 07.02.2016     |
|  | Logarska dolina     | Ljubno      | K85     | HS95  | 95,5 m         | Maja Vtič      | 14.02.2016     |
|  | Salpausselkä        | Lahti       | K90     | HS100 | 99,5 m         | Sara Takanashi | 19.02.2016     |
|  | Gornyj Gigant       | Ałmaty      | K95     | HS106 | 107,0 m        | Sara Takanashi | 23.09.2012     |

## Statystyki indywidualne
| Zawodniczka | Lillehammer 04.12 | Niżny Tagił 12.12 | Niżny Tagił 13.12 | Sapporo 16.01 | Sapporo 17.01 | Zaō 23.01 | Zaō 24.01 | Oberstdorf 30.01 | Oberstdorf 31.01 | Oslo 04.02 | Hinzenbach 06.02 | Hinzenbach 07.02 | Ljubno 13.02 | Ljubno 14.02 | Lahti 19.02 | Ałmaty 27.02 | Ałmaty 28.02 |         |         |
| Austria | Austria           | Austria           | Austria           | Austria       | Austria       | Austria   | Austria   | Austria          | Austria          | Austria    | Austria          | Austria          | Austria      | Austria      | Austria     | Austria      | Austria      | Austria | Austria |
| --- | ----------------- | ----------------- | ----------------- | ------------- | ------------- | --------- | --------- | ---------------- | ---------------- | ---------- | ---------------- | ---------------- | ------------ | ------------ | ----------- | ------------ | ------------ | ------- | ------- |
| Chiara Hölzl | 5                 | 13                | 3                 | 4             | 4             | 12        | 16        | 7                | 11               | 8          | 8                | 10               | 4            | 3            | 7           | 5            | 9            |         |         |
| Julia Huber | –                 | –                 | –                 | –             | –             | –         | –         | q                | q                | –          | q                | q                | –            | –            | –           | –            | –            |         |         |
| Daniela Iraschko-Stolz | 4                 | 1                 | 9                 | 3             | 2             | 2         | 6         | 2                | 2                | 4          | 2                | 2                | 13           | 1            | 4           | 2            | 2            |         |         |
| Eva Pinkelnig | 7                 | 3                 | 14                | 25            | 15            | 4         | 4         | 21               | 35               | 21         | 38               | 26               | 9            | 34           | 16          | 23           | 33           |         |         |
| Claudia Purker | –                 | –                 | –                 | –             | –             | –         | –         | –                | –                | –          | 26               | 33               | 35           | 27           | –           | –            | –            |         |         |
| Elisabeth Raudaschl | 14                | 24                | 18                | q             | 25            | 32        | 21        | 38               | 22               | –          | 33               | 27               | 22           | 29           | 23          | 26           | 24           |         |         |
| Sonja Schoitsch | –                 | –                 | –                 | –             | –             | –         | –         | –                | –                | –          | q                | q                | –            | –            | –           | –            | –            |         |         |
| Jacqueline Seifriedsberger | 6                 | 10                | 10                | 5             | 3             | 9         | 17        | 5                | 5                | 9          | 7                | 3                | 5            | 6            | 5           | 3            | 4            |         |         |
| Chiny |                   |                   |                   |               |               |           |           |                  |                  |            |                  |                  |              |              |             |              |              |         |         |
| Chang Xinyue | 38                | –                 | –                 | q             | q             | q         | q         | q                | q                | –          | –                | –                | –            | –            | –           | –            | –            |         |         |
| Li Xueyao | q                 | –                 | –                 | q             | q             | 37        | 36        | q                | q                | –          | –                | –                | –            | –            | –           | –            | –            |         |         |
| Liu Qi | q                 | –                 | –                 | q             | q             | 34        | q         | –                | –                | –          | –                | –                | –            | –            | –           | –            | –            |         |         |
| Ma Tong | q                 | –                 | –                 | q             | q             | q         | q         | q                | q                | –          | –                | –                | –            | –            | –           | –            | –            |         |         |
| Czechy |                   |                   |                   |               |               |           |           |                  |                  |            |                  |                  |              |              |             |              |              |         |         |
| Barbora Blažková | –                 | –                 | –                 | –             | –             | –         | –         | 27               | 29               | –          | –                | –                | –            | –            | –           | –            | –            |         |         |
| Karolína Indráčková | –                 | –                 | –                 | –             | –             | –         | –         | –                | –                | –          | q                | q                | –            | –            | –           | –            | –            |         |         |
| Jana Mrákotová | –                 | –                 | –                 | –             | –             | –         | –         | q                | q                | –          | q                | q                | –            | –            | –           | –            | –            |         |         |
| Zdena Pešatová | –                 | 36                | 37                | –             | 31            | 41        | 38        | 25               | q                | –          | 21               | 29               | –            | –            | –           | –            | –            |         |         |
| Michaela Rajnochová | –                 | –                 | –                 | –             | –             | –         | –         | q                | q                | –          | q                | q                | –            | –            | –           | –            | –            |         |         |
| Finlandia |                   |                   |                   |               |               |           |           |                  |                  |            |                  |                  |              |              |             |              |              |         |         |
| Susanna Forsström | –                 | –                 | –                 | –             | –             | –         | –         | –                | –                | –          | –                | –                | q            | q            | 34          | 33           | 35           |         |         |
| Julia Kykkänen | q                 | 6                 | 12                | 15            | 14            | 8         | q         | q                | 36               | 28         | 39               | 28               | 15           | 18           | 14          | 17           | 22           |         |         |
| Jenny Rautionaho | –                 | –                 | –                 | –             | –             | –         | –         | –                | –                | –          | –                | –                | –            | –            | 38          | –            | –            |         |         |
| Francja |                   |                   |                   |               |               |           |           |                  |                  |            |                  |                  |              |              |             |              |              |         |         |
| Julia Clair | 31                | 11                | 15                | 40            | 5             | 19        | 8         | 17               | 12               | 306        | 13               | 20               | 24           | 19           | 37          | 20           | 11           |         |         |
| Léa Lemare | 32                | 38                | 28                | 30            | 33            | 40        | 35        | q                | q                | –          | –                | –                | q            | q            | –           | –            | –            |         |         |
| Coline Mattel | 35                | 26                | 27                | 23            | 37            | 27        | 29        | q                | 27               | –          | q                | 31               | 26           | 28           | 25          | 32           | 29           |         |         |
| Japonia |                   |                   |                   |               |               |           |           |                  |                  |            |                  |                  |              |              |             |              |              |         |         |
| Yūki Itō | 10                | 5                 | 2                 | 10            | 11            | 7         | 7         | 10               | 8                | 7          | 20               | 20               | 11           | dsq2         | 3           | 31           | 8            |         |         |
| Haruka Iwasa | –                 | –                 | –                 | 38            | –             | q         | –         | –                | –                | –          | –                | –                | –            | –            | –           | –            | –            |         |         |
| Kaori Iwabuchi | 20                | 22                | 31                | 17            | 18            | 17        | 14        | 19               | 14               | 15         | 34               | 30               | 30           | 32           | 6           | 18           | 20           |         |         |
| Jun Maruyama | –                 | –                 | –                 | q             | –             | 29        | q         | –                | –                | –          | –                | –                | –            | –            | –           | –            | –            |         |         |
| Aki Matsuhashi | –                 | –                 | –                 | q             | 36            | q         | –         | –                | –                | –          | –                | –                | –            | –            | –           | –            | –            |         |         |
| Yūka Setō | 16                | 28                | 24                | 16            | 17            | 13        | 5         | 11               | 7                | 12         | 15               | 18               | 31           | 15           | 20          | –            | –            |         |         |
| Misaki Shigeno | –                 | –                 | –                 | q             | –             | q         | –         | –                | –                | –          | –                | –                | –            | –            | –           | –            | –            |         |         |
| Shihori Ōi | –                 | –                 | –                 | q             | –             | q         | –         | –                | –                | –          | –                | –                | –            | –            | –           | –            | –            |         |         |
| Sara Takanashi | 1                 | 2                 | 1                 | 1             | 1             | 1         | 1         | 1                | 1                | 1          | 1                | 1                | 2            | 4            | 1           | 1            | 1            |         |         |
| Ayuka Takeda | –                 | –                 | –                 | 34            | 38            | 35        | 33        | –                | –                | –          | –                | –                | –            | –            | –           | –            | –            |         |         |
| Minami Watanabe | –                 | –                 | –                 | 31            | –             | q         | –         | –                | –                | –          | –                | –                | –            | –            | –           | –            | –            |         |         |
| Ayumi Watase | –                 | –                 | –                 | q             | –             | q         | –         | –                | –                | –          | –                | –                | –            | –            | –           | –            | –            |         |         |
| Kanada |                   |                   |                   |               |               |           |           |                  |                  |            |                  |                  |              |              |             |              |              |         |         |
| Natalie Eilers | –                 | –                 | –                 | –             | –             | –         | –         | –                | –                | –          | –                | –                | q            | q            | –           | –            | –            |         |         |
| Eleora Hamming | –                 | –                 | –                 | –             | –             | –         | –         | –                | –                | –          | –                | –                | 39           | q            | –           | –            | –            |         |         |
| Taylor Henrich | 11                | 17                | 5                 | 13            | 20            | 39        | 20        | 23               | 20               | 16         | 16               | 13               | 37           | 33           | 32          | 14           | 17           |         |         |
| Nicole Maurer | –                 | –                 | –                 | –             | –             | –         | –         | –                | –                | –          | –                | –                | q            | q4           | –           | –            | –            |         |         |
| Jasmine Sepandj | –                 | –                 | –                 | –             | –             | –         | –         | q                | q                | –          | q                | q                | q            | q            | –           | –            | –            |         |         |
| Atsuko Tanaka | –                 | –                 | –                 | 37            | 28            | q         | 40        | q                | 38               | –          | 37               | 36               | –            | –            | –           | 34           | 32           |         |         |
| Niemcy |                   |                   |                   |               |               |           |           |                  |                  |            |                  |                  |              |              |             |              |              |         |         |
| Katharina Althaus | 25                | 7                 | 8                 | 6             | 6             | 6         | 12        | 26               | 33               | 14         | 17               | 19               | 18           | 17           | 17          | 16           | 13           |         |         |
| Gianina Ernst | 28                | 27                | 22                | 33            | 40            | 25        | 27        | 29               | 37               | –          | –                | –                | –            | –            | 29          | 30           | 30           |         |         |
| Luisa Görlich | –                 | –                 | –                 | –             | –             | –         | –         | q                | 28               | –          | –                | –                | –            | –            | 22          | 24           | 18           |         |         |
| Pauline Heßler | –                 | –                 | –                 | –             | –             | –         | –         | 20               | 24               | –          | 28               | 25               | 33           | 23           | 26          | –            | –            |         |         |
| Henriette Kraus | –                 | –                 | –                 | –             | –             | –         | –         | q                | q                | –          | –                | –                | –            | –            | –           | –            | –            |         |         |
| Arantxa Lancho | –                 | –                 | –                 | –             | –             | –         | –         | q                | 32               | –          | –                | –                | –            | –            | –           | –            | –            |         |         |
| Agnes Reisch | –                 | –                 | –                 | –             | –             | –         | –         | 13               | 21               | –          | 30               | 20               | –            | –            | –           | –            | –            |         |         |
| Anna Rupprecht | 24                | 31                | 19                | 19            | 16            | 24        | 23        | 22               | 19               | 22         | 19               | 14               | 12           | 21           | –           | –            | –            |         |         |
| Juliane Seyfarth | 9                 | 8                 | 11                | 14            | 24            | 11        | 13        | 16               | dsq3             | 13         | 18               | 16               | 10           | 10           | 19          | 9            | 21           |         |         |
| Ramona Straub | –                 | –                 | –                 | –             | –             | –         | –         | 24               | q                | –          | –                | –                | 28           | 39           | –           | –            | –            |         |         |
| Carina Vogt | 15                | 4                 | 7                 | 35            | q1            | 10        | 11        | 28               | 23               | 25         | 5                | 17               | 20           | 13           | 10          | 13           | 6            |         |         |
| Svenja Würth | 22                | 33                | 34                | 22            | 29            | 31        | 26        | 34               | 34               | –          | –                | –                | –            | –            | –           | 21           | 23           |         |         |
| Norwegia |                   |                   |                   |               |               |           |           |                  |                  |            |                  |                  |              |              |             |              |              |         |         |
| Tonje Bakke | q                 | –                 | –                 | –             | –             | –         | –         | –                | –                | –          | –                | –                | –            | –            | –           | –            | –            |         |         |
| Line Jahr | 22                | 12                | 13                | –             | –             | –         | –         | 35               | 25               | 316        | 35               | q                | 22           | 25           | 21          | 27           | 26           |         |         |
| Maren Lundby | 3                 | 14                | 6                 | 8             | 10            | 20        | 19        | 31               | 3                | 2          | 3                | 4                | 17           | 9            | 8           | 7            | 10           |         |         |
| Hanna Midtsundstad | q                 | –                 | –                 | –             | –             | –         | –         | –                | –                | –          | –                | –                | –            | –            | –           | –            | –            |         |         |
| Silje Opseth | 37                | –                 | –                 | –             | –             | –         | –         | q                | 31               | 27         | 40               | q                | 36           | 26           | 18          | –            | –            |         |         |
| Anna Odine Strøm | 34                | –                 | –                 | –             | –             | –         | –         | –                | –                | 23         | 31               | 35               | –            | –            | –           | –            | –            |         |         |
| Polska |                   |                   |                   |               |               |           |           |                  |                  |            |                  |                  |              |              |             |              |              |         |         |
| Magdalena Pałasz | q                 | –                 | –                 | –             | –             | –         | –         | q                | q                | –          | q                | q                | –            | –            | –           | –            | –            |         |         |
| Kinga Rajda | 36                | –                 | –                 | –             | –             | –         | –         | 30               | q                | –          | q                | q                | –            | –            | –           | –            | –            |         |         |
| Joanna Szwab | –                 | –                 | –                 | –             | –             | –         | –         | q                | q                | –          | q                | q                | –            | –            | –           | –            | –            |         |         |
| Rosja |                   |                   |                   |               |               |           |           |                  |                  |            |                  |                  |              |              |             |              |              |         |         |
| Lubow Alczikowa | –                 | q                 | q                 | –             | –             | –         | –         | –                | –                | –          | –                | –                | –            | –            | –           | –            | –            |         |         |
| Irina Awwakumowa | 13                | 20                | 17                | 7             | 12            | 5         | 8         | 6                | 10               | 3          | 5                | 7                | 6            | 7            | 11          | 6            | 5            |         |         |
| Anastasija Gładyszewa | 29                | 9                 | 33                | q             | 33            | 36        | q         | q                | q                | 24         | q                | –                | q            | 37           | 24          | 29           | 27           |         |         |
| Marija Jakowlewa | 39                | 40                | 36                | –             | –             | –         | –         | –                | –                | –          | –                | –                | –            | –            | 33          | –            | –            |         |         |
| Ksienija Kabłukowa | –                 | 34                | 35                | 26            | 32            | q         | 30        | 32               | q                | –          | 27               | 34               | 29           | 36           | –           | –            | –            |         |         |
| Aleksandra Kustowa | q5                | 37                | q                 | 39            | q             | q         | 39        | q                | 39               | –          | q                | q                | 27           | 24           | –           | –            | –            |         |         |
| Stiefanija Nadymowa | –                 | q4                | q1                | –             | –             | –         | –         | –                | –                | –          | –                | –                | –            | –            | –           | –            | –            |         |         |
| Sofja Tichonowa | 12                | 18                | 16                | 20            | 22            | 16        | 25        | 15               | 18               | 24         | 31               | 23               | –            | –            | –           | 28           | 28           |         |         |
| Anna Żukowa | –                 | q4                | 40                | –             | –             | –         | –         | –                | –                | –          | –                | –                | –            | –            | –           | –            | –            |         |         |
| Rumunia |                   |                   |                   |               |               |           |           |                  |                  |            |                  |                  |              |              |             |              |              |         |         |
| Daniela Haralambie | 21                | 29                | 23                | 24            | 30            | 30        | 22        | –                | –                | 20         | 24               | dsq2             | q            | q            | –           | –            | –            |         |         |
| Słowenia |                   |                   |                   |               |               |           |           |                  |                  |            |                  |                  |              |              |             |              |              |         |         |
| Urša Bogataj | 40                | 30                | 26                | 11            | 13            | 17        | 18        | 9                | 17               | 17         | 12               | 12               | 16           | 8            | 27          | 25           | 31           |         |         |
| Ema Klinec | 32                | 16                | 31                | 2             | 9             | 23        | 3         | 3                | 4                | 4          | 9                | 5                | –            | –            | –           | –            | –            |         |         |
| Nika Križnar | –                 | –                 | –                 | –             | –             | –         | –         | –                | –                | –          | –                | –                | 14           | 12           | –           | –            | –            |         |         |
| Eva Logar | –                 | –                 | –                 | –             | –             | –         | –         | 14               | 16               | –          | 22               | 24               | 21           | 22           | –           | 10           | 19           |         |         |
| Katja Požun | 26                | 25                | 29                | 27            | 21            | 26        | 32        | q                | 26               | 26         | 23               | 11               | 8            | 11           | 28          | 19           | 16           |         |         |
| Špela Rogelj | 19                | 18                | 25                | 9             | 8             | 14        | 10        | 12               | 13               | 19         | 11               | 8                | 3            | 5            | 13          | 12           | 12           |         |         |
| Maja Vtič | 2                 | 14                | 4                 | 12            | 23            | 3         | 2         | 4                | 6                | 6          | 4                | 6                | 1            | 2            | 2           | 4            | 3            |         |         |
| Stany Zjednoczone |                   |                   |                   |               |               |           |           |                  |                  |            |                  |                  |              |              |             |              |              |         |         |
| Nita Englund | 27                | 20                | 38                | 28            | 7             | 28        | 15        | 8                | 9                | 18         | 10               | 9                | 7            | 20           | 12          | 8            | 7            |         |         |
| Tara Geraghty-Moats | 17                | 32                | 21                | 21            | 35            | 33        | 31        | 40               | q                | 29         | q                | q                | 34           | 35           | 15          | 11           | 15           |         |         |
| Abby Hughes | –                 | –                 | –                 | 32            | 27            | 22        | 34        | –                | –                | –          | 36               | 37               | 32           | 38           | 30          | –            | –            |         |         |
| Nina Lussi | q                 | 39                | 39                | q             | q             | q         | q         | –                | –                | –          | q                | q                | q            | q            | –           | 35           | 36           |         |         |
| Szwajcaria |                   |                   |                   |               |               |           |           |                  |                  |            |                  |                  |              |              |             |              |              |         |         |
| Sabrina Windmüller | q                 | –                 | –                 | q             | 39            | 38        | 37        | 36               | q                | –          | –                | –                | 38           | 30           | 36          | 36           | 34           |         |         |
| Włochy |                   |                   |                   |               |               |           |           |                  |                  |            |                  |                  |              |              |             |              |              |         |         |
| Veronica Gianmoena | –                 | –                 | –                 | –             | –             | –         | –         | q                | q                | –          | q                | q4               | q            | q            | 35          | –            | –            |         |         |
| Evelyn Insam | 18                | 34                | 30                | 29            | 26            | 21        | 28        | 33               | q                | 11         | 29               | 32               | 40           | 31           | 31          | 22           | 25           |         |         |
| Manuela Malsiner | –                 | –                 | –                 | –             | –             | –         | –         | 39               | 30               | –          | q                | 38               | 25           | 16           | –           | –            | –            |         |         |
| Lara Malsiner | 30                | –                 | –                 | –             | –             | –         | –         | 37               | q                | –          | q                | 39               | –            | –            | –           | –            | –            |         |         |
| Elena Runggaldier | 8                 | 23                | 20                | 18            | 19            | 15        | 24        | 18               | 14               | 10         | 14               | 15               | 18           | 14           | 9           | 15           | 14           |         |         |
| 1-3 4-30 poniżej 30 q – Zawodniczka nie zakwalifikowała się dns – Zawodniczka zakwalifikowana nie wystartowała w konkursie dsq – Zawodniczka zdyskwalifikowana w konkursie - – Zawodniczka nie zgłoszona do konkursu |                   |                   |                   |               |               |           |           |                  |                  |            |                  |                  |              |              |             |              |              |         |         |
| 1 Zawodniczka zgłoszona, nie wystartowała w kwalifikacjach. 2 Dyskwalifikacja z powodu niezgodnych z regulaminem nart. 3 Dyskwalifikacja z powodu niezgodnego z regulaminem kombinezonu. 4 Dyskwalifikacja w kwalifikacjach z powodu niezgodnych z regulaminem nart. 5 Dyskwalifikacja w kwalifikacjach z powodu niezgodnego z regulaminem kombinezonu. 6 Zawodniczka została zdyskwalifikowana w pierwszej serii za niezgodny z regulaminem kombinezon, ale wystartowała w drugiej serii. |                   |                   |                   |               |               |           |           |                  |                  |            |                  |                  |              |              |             |              |              |         |         |

## Klasyfikacje

### Klasyfikacja indywidualna
Stan po zakończeniu sezonu 2015/2016
| Miejsce | Zawodniczka                | Występy | Punkty |
| ------- | -------------------------- | ------- | ------ |
| 1.      | Sara Takanashi             | 17      | 1610   |
| 2.      | Daniela Iraschko-Stolz     | 17      | 1139   |
| 3.      | Maja Vtič                  | 17      | 908    |
| 4.      | Jacqueline Seifriedsberger | 17      | 695    |
| 5.      | Chiara Hölzl               | 17      | 632    |
| 6.      | Maren Lundby               | 17      | 586    |
| 7.      | Irina Awwakumowa           | 17      | 572    |
| 8.      | Yūki Itō                   | 17      | 505    |
| 9.      | Ema Klinec                 | 12      | 426    |
| 10.     | Špela Rogelj               | 17      | 415    |
| 11.     | Carina Vogt                | 16      | 345    |
| 12.     | Katharina Althaus          | 17      | 341    |
| 13.     | Nita Englund               | 17      | 339    |
| 14.     | Juliane Seyfarth           | 17      | 320    |
| 15.     | Eva Pinkelnig              | 17      | 313    |
| 16.     | Elena Runggaldier          | 17      | 284    |
| 17.     | Yūka Setō                  | 15      | 257    |
| 18.     | Julia Clair                | 17      | 251    |
| 19.     | Urša Bogataj               | 17      | 235    |
| 20.     | Taylor Henrich             | 17      | 226    |
| 21.     | Julia Kykkänen             | 14      | 204    |
| 22.     | Kaori Iwabuchi             | 17      | 191    |
| 23.     | Katja Požun                | 16      | 160    |
| 24.     | Anna Rupprecht             | 14      | 153    |
| 25.     | Sofja Tichonowa            | 14      | 141    |
| 26.     | Eva Logar                  | 8       | 106    |
| 27.     | Elisabeth Raudaschl        | 15      | 98     |
| 28.     | Tara Geraghty-Moats        | 14      | 92     |
| 29.     | Line Jahr                  | 12      | 91     |
| 30.     | Evelyn Insam               | 16      | 75     |
| 31.     | Daniela Haralambie         | 10      | 56     |
| 32.     | Anastasija Gładyszewa      | 10      | 51     |
| 33.     | Coline Mattel              | 14      | 43     |
| 33.     | Svenja Würth               | 11      | 43     |
| 35.     | Agnes Reisch               | 4       | 42     |
| 36.     | Pauline Heßler             | 7       | 40     |
| 36.     | Nika Križnar               | 2       | 40     |
| 38.     | Gianina Ernst              | 12      | 32     |
| 38.     | Luisa Görlich              | 4       | 32     |
| 40.     | Manuela Malsiner           | 5       | 22     |
| 40.     | Silje Opseth               | 7       | 22     |
| 42.     | Zdena Pešatová             | 9       | 18     |
| 43.     | Abby Hughes                | 9       | 14     |
| 44.     | Ksienija Kabłukowa         | 10      | 12     |
| 45.     | Aleksandra Kustowa         | 6       | 11     |
| 46.     | Ramona Straub              | 3       | 10     |
| 47.     | Claudia Purker             | 4       | 9      |
| 48.     | Anna Odine Strøm           | 4       | 8      |
| 49.     | Barbora Blažková           | 2       | 6      |
| 50.     | Léa Lemare                 | 7       | 4      |
| 51.     | Atsuko Tanaka              | 8       | 3      |
| 52.     | Jun Maruyama               | 1       | 2      |
| 53.     | Lara Malsiner              | 3       | 1      |
| 53.     | Kinga Rajda                | 2       | 1      |
| 53.     | Sabrina Windmüller         | 9       | 1      |

### Końcowa klasyfikacja Pucharu Narodów
Stan po zakończeniu sezonu 2015/2016
| Miejsce | Państwo           | Występy | Punkty |
| ------- | ----------------- | ------- | ------ |
| 1.      | Austria           | 17      | 2886   |
| 2.      | Japonia           | 17      | 2565   |
| 3.      | Słowenia          | 17      | 2290   |
| 4.      | Niemcy            | 17      | 1358   |
| 5.      | Rosja             | 17      | 787    |
| 6.      | Norwegia          | 17      | 707    |
| 7.      | Stany Zjednoczone | 17      | 445    |
| 8.      | Włochy            | 17      | 382    |
| 9.      | Francja           | 17      | 298    |
| 10.     | Kanada            | 17      | 229    |
| 11.     | Finlandia         | 14      | 204    |
| 12.     | Rumunia           | 12      | 56     |
| 13.     | Czechy            | 12      | 24     |
| 14.     | Polska            | 2       | 1      |
| 14.     | Szwajcaria        | 9       | 1      |

## Zwyciężczynie kwalifikacji do zawodów
Przed każdymi zawodami Pucharu Świata rozgrywane są kwalifikacje, których 30 najlepszych uczestniczek bierze udział w konkursie głównym (20 w przypadku konkursu na dużej skoczni). Pierwsza dziesiątka klasyfikacji generalnej Pucharu Świata udział w konkursie ma zapewniony, a ich ewentualne skoki w serii kwalifikacyjnej nie są oceniane przez sędziów. W przypadku braku startu zawodniczki sklasyfikowanej w pierwszej dziesiątce klasyfikacji generalnej, automatyczną kwalifikację uzyskuje kolejna zawodniczka spoza czołowej dziesiątki.
| Nr  | Data kwalifikacji | Data konkursu    | Miejsce     | Zawodniczka       | Źr.    |
| --- | ----------------- | ---------------- | ----------- | ----------------- | ------ |
| 1.  | 3 grudnia 2015    | 4 grudnia 2015   | Lillehammer | Julia Clair       | [ 6 ]  |
| 2.  | 11 grudnia 2015   | 12 grudnia 2015  | Niżny Tagił | Julia Clair       | [ 7 ]  |
| 3.  | 13 grudnia 2015   | 13 grudnia 2015  | Niżny Tagił | Julia Clair       | [ 8 ]  |
| 4.  | 15 stycznia 2016  | 16 stycznia 2016 | Sapporo     | Urša Bogataj      | [ 9 ]  |
| 5.  | 17 stycznia 2016  | 17 stycznia 2016 | Sapporo     | Elena Runggaldier | [ 10 ] |
| 6.  | 22 stycznia 2016  | 23 stycznia 2016 | Zaō         | Špela Rogelj      | [ 11 ] |
| 7.  | 24 stycznia 2016  | 24 stycznia 2016 | Zaō         | Ema Klinec        | [ 12 ] |
| 8.  | 29 stycznia 2016  | 30 stycznia 2016 | Oberstdorf  | Yūka Setō         | [ 13 ] |
| 9.  | 31 stycznia 2016  | 31 stycznia 2016 | Oberstdorf  | Julia Clair       | [ 14 ] |
| 10. | 3 lutego 2016     | 4 lutego 2016    | Oslo        | nie rozegrano     | −      |
| 11. | 5 lutego 2016     | 6 lutego 2016    | Hinzenbach  | Špela Rogelj      | [ 15 ] |
| 12. | 7 lutego 2016     | 7 lutego 2016    | Hinzenbach  | Špela Rogelj      | [ 16 ] |
| 13. | 12 lutego 2016    | 13 lutego 2016   | Ljubno      | Špela Rogelj      | [ 17 ] |
| 14. | 14 lutego 2016    | 14 lutego 2016   | Ljubno      | Nika Križnar      | [ 18 ] |
| 15. | 18 lutego 2016    | 19 lutego 2016   | Lahti       | nie rozegrano     | −      |
| 16. | 26 lutego 2016    | 27 lutego 2016   | Ałmaty      | nie rozegrano     | −      |
| 17. | 28 lutego 2016    | 28 lutego 2016   | Ałmaty      | nie rozegrano     | −      |

## Liderki klasyfikacji generalnej Pucharu Świata
Pozycja liderki Pucharu Świata należy do zawodniczki, która w dotychczas rozegranych zawodach zgromadziła najwięcej punktów do klasyfikacji generalnej cyklu. W przypadku równej liczby punktów, liderką Pucharu Świata jest ta zawodniczka, która ma na swoim koncie więcej wygranych konkursów. W konkursie inaugurującym nowy sezon, rolę liderki przyjmuje zawodniczka, która zwyciężyła w poprzedniej edycji.
| Nr | Zawodniczka            | Data objęcia pozycji liderki | Miasto                  | Data utraty pozycji liderki | Miasto                  | Liczba konkursów |
| -- | ---------------------- | ---------------------------- | ----------------------- | --------------------------- | ----------------------- | ---------------- |
| 1. | Daniela Iraschko-Stolz | Triumfatorka PŚ 2014/15      | Triumfatorka PŚ 2014/15 | 5 grudnia 2015              | Lillehammer             | 1                |
| 2. | Sara Takanashi         | 5 grudnia 2015               | Lillehammer             | Triumfatorka PŚ 2015/16     | Triumfatorka PŚ 2015/16 | 16               |

## Lider klasyfikacji generalnej Pucharu Narodów
Pozycja lidera Pucharu Świata należy do kraju, który w dotychczas rozegranych zawodach zgromadził najwięcej punktów do klasyfikacji generalnej cyklu. W konkursie inaugurującym nowy sezon, rolę liderów przyjmuje drużyna, która zwyciężyła w poprzedniej edycji.
| Nr | Państwo | Data objęcia pozycji lidera | Miasto                | Data utraty pozycji lidera | Miasto                | Liczba konkursów |
| -- | ------- | --------------------------- | --------------------- | -------------------------- | --------------------- | ---------------- |
| 1. | Austria | Triumfator PN 2014/15       | Triumfator PN 2014/15 | Triumfator PN 2015/16      | Triumfator PN 2015/16 | 17               |